# João Jorge da Saxónia
João Jorge da Saxônia (em alemão: Johann Georg Karl Pio Leopold Maria Gennaro Anacleto; Dresden, 10 de Julho de 1869 – Altshausen, 24 de Novembro de 1938), foi um Príncipe da Saxônia, o sexto filho, segundo varão, do rei Jorge I da Saxônia, e da sua esposa, a infanta Maria Ana de Portugal, e irmão mais novo do último rei da Saxônia, Frederico Augusto III. João Jorge era um especialista em arte de renome e ávido coleccionador de arte.

## Primeiros Anos
João Jorge era o sexto filho e segundo varão de Jorge, penúltimo rei da Saxónia, e da sua esposa, a infanta Maria Ana de Portugal. O príncipe foi criado em Dresden e recebeu uma educação católica rigorosa.
Os primeiros anos escolares de Jorge foram conduzidos por professores privados até 1881, quando começou o seu treino militar. Entre 1889 e 1890, estudou Direito com o seu irmão mais novo, Maximiliano, em Freiburg im Breisgau. Depois de se mudar para a Universidade de Leipzig, João Jorge estudou História e História da Arte. Em 1909, o príncipe recebeu um doutoramento honorário dessa mesma universidade.

## Casamentos
João Jorge casou-se primeiro com a duquesa Maria Isabel de Württemberg, terceira filha do duque Filipe de Württemberg e da sua esposa, a arquiduquesa Maria Teresa da Áustria, a 5 de Abril de 1894, em Estugarda. Maria Isabel acabaria por morrer oito anos depois, a 24 de Maio de 1904, aos trinta-e-dois anos de idade, em Dresden.
Dois anos depois, a 30 de Outubro de 1906, em Cannes, João Jorge casou-se com a sua segunda esposa, a princesa Maria Imaculada de Bourbon-Duas Sicílias, filha mais velha do príncipe Afonso de Bourbon-Duas Sicílias, conde de Caserta, e da sua esposa, a princesa Maria Antonieta de Bourbon-Duas Sicílias. Não tiveram filhos.

## Residências
Em 1902, João Jorge passou a residir no Schloss Weesenstein, a aproximadamente 30 km de Dresden, por cima de Müglitztal. Em 1918, quando terminou a Primeira Guerra Mundial e o seu irmão Frederico Augusto III abdicou, João vendeu o Schloss Weesenstein e passou a viver em Freiburg im Breisgau.

## Genealogia
| João Jorge da Saxónia | Pai: Jorge I da Saxónia    | Avô paterno: João I da Saxónia         | Bisavô paterno: Maximiliano, príncipe-herdeiro da Saxónia |
| João Jorge da Saxónia | Pai: Jorge I da Saxónia    | Avô paterno: João I da Saxónia         | Bisavó paterna: Carolina de Parma                         |
| João Jorge da Saxónia | Pai: Jorge I da Saxónia    | Avó paterna: Amélia Augusta da Baviera | Bisavô paterno: Maximiliano I José da Baviera             |
| João Jorge da Saxónia | Pai: Jorge I da Saxónia    | Avó paterna: Amélia Augusta da Baviera | Bisavó paterna: Carolina de Baden                         |
| João Jorge da Saxónia | Mãe: Maria Ana de Portugal | Avô materno: Fernando II de Portugal   | Bisavô materno: Fernando de Saxe-Coburgo-Gota             |
| João Jorge da Saxónia | Mãe: Maria Ana de Portugal | Avô materno: Fernando II de Portugal   | Bisavó materna: Maria Antônia de Koháry                   |
| João Jorge da Saxónia | Mãe: Maria Ana de Portugal | Avó materna: Maria II de Portugal      | Bisavô materno: Pedro IV de Portugal                      |
| João Jorge da Saxónia | Mãe: Maria Ana de Portugal | Avó materna: Maria II de Portugal      | Bisavó materna: Maria Leopoldina de Áustria               |